# Đèo Cao Bắc
Đèo Cao Bắc là đèo trên quốc lộ 3 ở vùng giáp ranh huyện Nguyên Bình tỉnh Cao Bằng và huyện Ngân Sơn tỉnh Bắc Kạn, Việt Nam .

## Vị trí
Đèo Cao Bắc trên quốc lộ 3 ở vùng giáp ranh bản Khuổi Hoa 1 xã Hoa Thám huyện Nguyên Bình tỉnh Cao Bằng và bản Bể Lê xã Bằng Vân huyện Ngân Sơn tỉnh Bắc Kạn . Đỉnh đèo là đường phân giới hai tỉnh.
Đèo cách thành phố Cao Bằng cỡ 33 km về phía tây nam theo quốc lộ 3.
Đèo có độ cao hơn 1.000 m so với mặt nước biển nên trên đèo thường xuyên xuất hiện sương mù tạo nên khung cảnh huyền bí và thơ mộng, và cũng làm tầm nhìn bị hạn chế nên khi qua đèo xe thường phải bật đèn để đảm bảo an toàn . Một số tai nạn nghiêm trọng cũng đã xảy ra .

## Tên đèo
Tên đèo được đặt theo Quyết định 373-NV của Bộ Nội vụ ngày 23 tháng 7 năm 1968, đặt theo chữ đầu tên hai tỉnh Cao Bằng và Bắc Kạn, thay tên vốn có bằng tiếng Pháp là Đèo Bel Air.